# アグネス・ベルナウアー
アグネス・ベルナウアー（Agnes Bernauer, 1410年頃 - 1435年10月12日）は、ドイツ・アウクスブルク出身の女性。別名・“アウクスブルクの天使”。

## 生涯
アウクスブルクの裕福な商人の家に生まれた。
バイエルン＝ミュンヘン公爵家の御曹司アルブレヒトに見初められ、1429年、アルブレヒトの父エルンストの猛反対を押し切って密かに結婚し、ブルーテンブルク城で暮らしていたが、アルブレヒトの留守中にエルンストの策略によって魔女裁判にかけられ、1435年10月12日、ドナウ川に落とされて処刑された。
死後、処刑されたシュトラウビングにある聖ペテロ教会（St.Peter）内に祭られた（Agnes-Bernauer-Kapelle）。

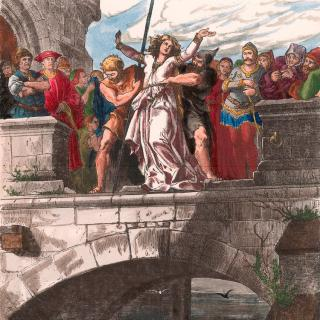
処刑されるベルナウアー（1880年制作の木版画）

## 大衆文化への影響
ベルナウアーはこの悲劇的な最期により、バイエルンでは“悲劇のヒロイン”として後世に広く語り継がれ、多くの戯曲・音楽等の題材とされてきた。中でもフリードリヒ・ヘッベルの戯曲「アグネス・ベルナウエル」（1855年）や、カール・オルフのオペラ「ベルナウアーの女」 ”Die Bernauerin”（1947年）が有名である。1961年制作のフランスのオムニバス映画『素晴らしき恋人たち』（原題：Les Amours célèbres、ミシェル・ボワロン監督）第4話「アニェス」はベルナウアーをモチーフに描いたもので、ブリジット・バルドーが彼女をモデルにしたヒロイン・アニェス（アグネスのフランス語読み）を演じた（相手役のアルベール（アルブレヒトがモデル）はアラン・ドロンが演じた）。
バイエルンでは毎年彼女を偲ぶアグネス・ベルナウアー祭（Agnes-Bernauer-Festspiele）が行われ、野外劇が上演されている。
また、「アグネス・ベルナウアートルテ」（Agnes Bernauer Torte）というケーキも作られている。

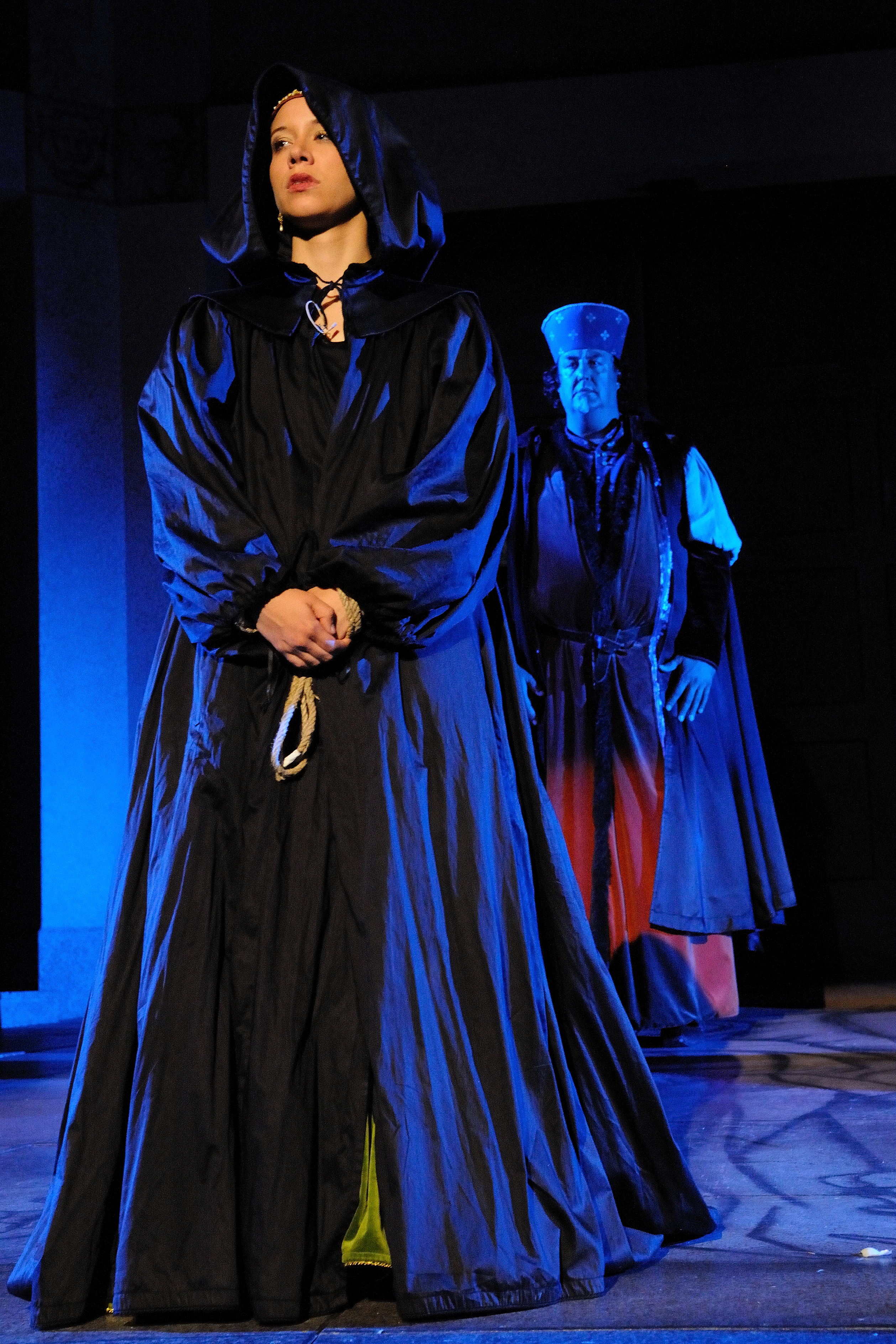
2011年にドイツで行われたベルナウアーを描いた野外劇

## 文献
- Werner Schäfer: Agnes Bernauer und ihre Zeit. Nymphenburger, München 1987 ISBN 3-485-00551-7
- Werner Schäfer: Agnes Bernauer. Geschichte - Dichtung - Bild. Attenkofer, Straubing 1995 ISBN 3-931091-02-3
- Christina Lichtblau: Auf den Spuren der Agnes Bernauer. Monsenstein & Vannerdat, o.J. ISBN 3-936600-08-2
- Richard Wunderer: Agnes Bernauer und ihr Herzog. Rosenheimer Verlagshaus, 1999 ISBN 3-475-52940-8
- Manfrad Böckl: Agnes Bernauer. Titel: Hexe, Hure, Herzogin. Roman. Aufbau Taschenbuch Verlag, ISBN 3-7466-1290-X
- Hans Schlosser: Agnes Bernauerin (1410-1435). Der Mythos von Liebe, Mord und Staatsräson, in: Zeitschrift der Savigny-Stiftung für Rechtsgeschichte, Germanistische Abteilung, 122. Band (2005), Wien-Köln-Weimar, pp. 263-284